# 胡培松
胡 培松（こ ばいしょう、1964年5月 - ）は、中華人民共和国の作物栽培学者。中国工程院院士。専攻は稲。

## 経歴
1964年5月、浙江省桐廬県で生まれる。1986年に浙江農業大学（現在の浙江大学）を卒業。1991年、中国農業科学院研究生院修士課程を経て、南京農業大学（2002年）博士課程修了。中国農業科学院では黄発松門下。2020年7月4日、湖南農業大学作物学学術型博士研究生導師に着任。

## 栄典
- 2019年11月22日、中国工程院院士[3]。